# 5064 Tanchozuru
5064 Tanchozuru eller 1990 FS är en asteroid i huvudbältet som upptäcktes den 16 mars 1990 av de båda japanska astronomerna Kazuro Watanabe och Masanori Matsuyama vid Kushiro-observatoriet. Den är uppkallad efter fågeln Japansk trana.
Asteroiden har en diameter på ungefär 4 kilometer och den tillhör asteroidgruppen Flora.